# Ringleben, Bad Frankenhausen
Ringleben är en ortsteil i staden Bad Frankenhausen i Kyffhäuserkreis i förbundslandet Thüringen i Tyskland. Ringleben var en kommun fram till 1 januari 2019 när den uppgick i Bad Frankenhausen. Kommunen Ringleben hade 828 invånare 2018.